# Ryszard Adam Bobrowski
Ryszard  Zdzisław Adam Bobrowski (ur. 3 września 1947 w Warszawie) – polski krytyk sztuki, politolog, działacz polityczny i społeczny.

## Życiorys
Urodził się 3 września 1947 r. w Warszawie. Syn Zdzisława Bobrowskiego, członka chóru śpiewaczego „Harfa”, byłego więźnia Pawiaka, i Stanisławy Rajewskiej, córki żołnierza Legionów Piłsudskiego. Po zdaniu matury w 1969 r. w Liceum Ogólnokształcącym im J. Lelewela w Warszawie rozpoczął studia historii sztuki na Wydziale Filozoficzno-Historycznym Uniwersytetu Jagiellońskiego w Krakowie. Pracę magisterską napisaną pod kierunkiem prof. Mieczysława Porębskiego pt. „Sztuka niematerialna” obronił w 1976 r. 
W 1989 r. w Instytucie Dziennikarstwa i Nauk Politycznych Uniwersytetu Warszawskiego w Warszawie obronił dysertację doktorską pt. „Przyszła Europa. Zjednoczenie Europy w idealistycznej myśli politycznej czasów nowożytnych” napisaną pod kierunkiem prof. Jana Baszkiewicza.
Żona architekt Małgorzata Joanna Bobrowska (z domu Proszak), córka Maja.

### Praca zawodowa
- 1977-81 pracował m.in. w Towarzystwie Przyjaźni Polsko - Francuskiej.
- 1979-80 był z-cą redaktora naczelnego kwartalnika „Fotografia”.
- 1985-91 kierował Galerią Fotografii Hybrydy[1]
- 1990-1994 współpracował z „Tygodnikiem Solidarność” i Ośrodkiem Studiów Międzynarodowych Senatu RP.
- 1990-93 był dyrektorem ds. promocji Izby Przemysłowo-Handlowej Inwestorów Prywatnych.
- 1993 wydaje w j. polskim i angielskim „Przegląd Środkowoeuropejski” („Przegląd Środkowoeuropejski” (ISSN 1232-0447) zajmujący się sprawami polityki zagranicznej i bezpieczeństwa[2].
- 2000-2005 wydawał „Głos Magdalenki”
- 2005-12 pracował jako wykładowca akademicki m.in. w Szkole Wyższej im. B. Jańskiego i Collegium Varsoviense.

## Działalność na rzecz promocji kultury i sztuki
- 1972-73 Zorganizował liczne wystawy indywidualne i zbiorowe sztuki polskiej w kraju i poza nim oraz sztuki obcej w Polsce, m.in. młodych artystów polskich w Galleri Lunds Nation, Lund, Szwecja (we współpracy z Romanem Kurowskim).
- 1978 1978 Dni Kultury Polskiej, w tym prezentację młodej sztuki polskiej - „Ruch o poprawę” / Nouveaux criteres, we Francji (Nevers, Grasse, Amiens, Blois).  - Dni Kultury Polskiej.
- 1980  Wystawy: „Fotografia Polska 1839-1979” w  ICP  New York, Museum of Modern Art Chicago, Whitechappel Art Galery Londyn, Galeria Zachęta Warszawa, Muzeum Sztuki w Łodzi.
- 1981 „La photographie polonaise 1900-1981” Centre Pompidou, Paris  1981.
- 1987 „Inscenizacje – nowa fotografia niemiecka” (Warszawa, Kraków, Wrocław, Poznań, Gdańsk).
- 1985-91 Współczesna fotografia w Galeria Fotografii Hybrydy[1].

## Działalność polityczna i społeczna
- 1990 współpracuje z Fundacją Polska w Europie.
- 1990–93 współzałożyciel, członek Naczelnej Rady Politycznej, sekretarz ds. międzynarodowych Zarządu Głównego Porozumienia Centrum[3].
- 1992 konsultant ds. polityki zagranicznej Zespołu Doradców Prezydenta RP Lecha Wałęsy.
- 1992–93 współinicjator, sekretarz, członek Rady Klubu Atlantyckiego (Polska w NATO).
- 1995–1997 współzałożyciel, członek Naczelnej Rady Politycznej Ruchu Stu[4].
- 1997 przewodniczący Komisji Polska - NATO Akcji Wyborczej Solidarność
- 1993 współpracownik Polskiego Lobby Przemysłowego.
- 2001-05 współzałożyciel, wiceprezes Mazowieckiego Związku Pracodawców Gminy Lesznowola.
- 2007-11 współzałożyciel, przewodniczący Komisji Rewizyjnej Izby Gospodarczej Polska – Korea Płd.
- 2008-2009 Loża Amerykańska[5]
- 2014 współzałożyciel Stowarzyszenia Eksporterów i Importerów Kraje Europy Środkowej i Wschodniej – Chiny.
- 2013 członek wspierający Związku Polskich Artystów Fotografików,
- 2015 członek Stowarzyszenia Autorów i Wydawców COPYRIGHT POLSKA.

## Publikacje z dziedziny kultury i sztuki

### Książki
- Contemporary Photographers (co-author), London New York:  MacMillan Publishers 1982 ISBN 0-333-31947-8;  2nd edition   London:  St, James Press  1998 ISBN 0- 912289-79-1; 3rd edition New York London Bonn… Bonn…: St. James Press 1995  ISBN 1-55862-190-3
- Fotografie in Europa heute (Mitautor), Koln: Du Mont  1982.
- Fotografia polska 1839-1979 w: Wszystko o fotografii Warszawa: Arkady 1984 ISBN 83-213-3111-4.
- ICP Encyclopedia of Photography (co-author), New York: A Pond Press Book Crown 1984 ISBN 0-517-55271-X.
- Contemporary Masterworks (co-author), Chicago London: St James Press, 1991 ISBN 155862-083-4.
- Słownik terminologiczny sztuk pięknych (współautor),Warszawa: Wydawnictwa Naukowe PWN 1996 ISBN 83-01-11785-0.
- NieKochana fotografia w: Hybrydy 55 lat Warszawa: Fundacja Universitas 2013 ISBN 978-83-904448-0-2.

### Artykuły (wybór)
- „Kultura”,  Warszawa – nr.18/12/1977;  28/01/1978; 12/02/1978.
- „Fotografia”, Warszawa - specjalne wydanie 1979; 2/18,1980; 3/19/1980;  1/51/1989.
- „Foto”, Warszawa - nr 1/1979; 2/1979; 3/79; 8,1980; 1/1986; 11-12/1987; 1/1988.
- „American Photographer”  New York, Jan./1980.
- „European Photography” Göttingen, Sept./1990.
- „Przegląd Środkowoeuropejski” - nr 34/2003; 37/2004; 38/2004; 50/2009; 53/2010.
- „Projekt”, „Literatura”, „Stolica” „Radar”, „Powściągliwość i Praca”.

## Publikacje dotyczące polityki zagranicznej i bezpieczeństwa

### Artykuły ( wybór)
- Europa bez Polski „Tygodnik Solidarność”. 20 kwietnia 1990 r.
- Pożegnanie (rozwiązanie Układu Warszawskiego - konsekwencje i szanse dla Polski) „Spotkania”, 20 lutego 1991 r.
- Polska racja stanu a integracja europejska „Kontakt” (Paryż), nr 6 czerwiec 1991 r.
- Polish Political Parties on Foreign Policy – Center Alliance „Polish Western Affairs”, No. 1/1992 r.
- Bezpieczeństwo zewnętrzne Polski w latach 1989-1995, „Przegląd Środkowoeuropejski”, nr 14/ październik 1995 r.
- Dylematy rozszerzania Unii Europejskiej, „Przegląd Środkowoeuropejski”, nr 23, wrzesień 1998 r.
- Polskie członkostwo w NATO, Doświadczenia i szanse, „Przegląd Środkowoeuropejski”, nr 29, kwiecień 2001 r.
- Poland’s Wrong Choice: The Polish Political Scene and its Influence on the Creation of the Country’s Foreign and Security Policy “International Issues and Slovak Foreign Policy Affairs”, nr 2/2007 r.
- Stosunki Polska –UE: wyzwania roku 2009, „Pulaski Policy Papers,” no 2, 2009 r.
- Polityka zagraniczna III RP: strategia bez strategii, „Przegląd Środkowoeuropejski”, nr 53/54, styczeń/luty 2010 r.
- Tracone  szanse polskiej prezydencji UE, „Przegląd Środkowoeuropejski” nr 59 październik 2011 r.
- Wyzwania polskiej polityki zagranicznej i bezpieczeństwa  anno 2016, „Przegląd Środkowoeuropejski”,   listopad 2015 r.

## Nagrody i wyróżnienia
- 1979 Wyróżnienie „New York Times” - za zorganizowanie jednej z 10 najlepszych wystaw sztuki prezentowanych w 1979 w USA (New York, Chicago).
- 1979 Nagroda Ministra Kultury i Sztuki za wybitne osiągnięcia w promocji kultury polskiej za granicą („Fotografia Polska 1839-1979” - New York, Chicago, London, Paris).
- 1985, 87 Medale ZPAF za promocję fotografii polskiej w kraju i za granicą.
- 1996, 97 Dyplomy Polskiego Lobby Przemysłowego za wspieranie polskiego przemysłu.
- 1997 Dyplom „AWS” za zaangażowanie w kampanię wyborczą AWS.